# Баща (филм)
„Баща“ е български игрален филм (трагикомедия) от 1989 година на режисьора Детелин Бенчев, по сценарий на Детелин Бенчев и Христо Димитров-Хиндо. Оператор е Христо Димитров-Хиндо. Музиката във филма е композирана от Данаил Гец (като Данаил Георгиев).

## Състав
Роли във филма изпълняват актьорите:
- Георги Георгиев – Гец – Бащата
- Иван Георгиев – Гец (като Иван Георгиев) – Синът Йонко
- Адриана Андреева
- Вълчо Камарашев
- Светла Тодорова

В епизодите:
- Ж. Романов
- В. Караламбова
- Ю. Шарков
- И. Иванов
- Р. Гонева
- И. Захариева
- Л. Главанакова
- Я. Кобарелов
- Х. Ибришимов
- Н. Досев
- С. Божков
- Ц. Тасев
- Д. Денева
- И. Меламед
- Д. Ненов
- Б. Кръстева
- И. Илчева
- А. Шопова
- М. Златева
- В. Лазарова

и др.